# Mane (Haute-Garonne)
Mane település Franciaországban, Haute-Garonne megyében. Lakosainak száma 961 fő (2022. január 1.). Mane Figarol, His, Montgaillard-de-Salies, Montsaunès, Salies-du-Salat és Touille községekkel határos.

## Népesség
A település népességének változása:
| Lakosok száma | 905  | 1093 | 1054 | 967  | 990  | 978  | 963  | 956  | 958  | 961  |
|               | 1968 | 1982 | 1990 | 2006 | 2013 | 2015 | 2017 | 2019 | 2020 | 2022 |